# Jaume Bofill i Bofill
Jaume Bofill i Bofill (Barcelona, 1910-1965) fou un filòsof tomista i catedràtic de metafísica.
Fill de Jaume Bofill i Mates i Margarida Bofill i Gallés, estudià Dret a la Universitat de Barcelona. Des de molt aviat formà part del grup d'activistes catòlics dirigit per Ramon Orlandis i Despuig, S.J., primer estudiants i després professionals, interessats per la qüestió social i la intervenció a la política.
Després de la guerra civil espanyola es llicencià en Filosofia. El 1949 es doctorà per la Universitat de Madrid amb la tesi El concepto de perfección en Santo Tomás, dirigida per Juan Francisco Yela Utrilla. Un any després obtingué la càtedra de Metafísica per la Universitat de Barcelona.
Bofill participà en nombrosos congressos (com els d'Amsterdam el 1953 i Tolosa el 1956), en alguns dels quals l'acompanyà la seva esposa, la llicenciada en ciències físiques i pedagoga Roser Soliguer i Valls, amb la que va tenir vuit fills.
Durant els anys que va exercir a la Universitat convidà a impartir cursos a Barcelona diferents professors europeus, com ara Müller, Hayen, Van Breda, Calvez, Lotz, Möeller, Rhaner, Gadamer o Biemel, i obrí l'aula a filòsofs represaliats com Josep Maria Calsamiglia.
El 1956 fundà, a la Facultat de Filosofia i Lletres de la Universitat de Barcelona, la revista Convivium, que dirigí fins a la seva mort. Actualment aquesta revista (represa el 1990 sota la direcció de Josep Maria Petit i Sullà, president de la Fundació Ramon Orlandis) la publica el Departament de Filosofia de la Universitat de Barcelona.
Jaume Bofill fou el fundador de l'Escola tomista de Barcelona, inspirada per Ramon Orlandis.
El 1969 es creà la Fundació Jaume Bofill en reconeixement de la seva persona, la qual, malgrat el seu nom, no té com a objecte la filosofia.

## Obra publicada
- La escala de los seres o el dinamismo de la perfección, Ediciones Cristiandad, Barcelona 1950, [edició parcial de la seva tesi doctoral.]

- Obra filosófica, Ariel, Barcelona 1967, [recopilació pòstuma d'articles.]